# Floris IV.
Floris IV. (24. junij 1210 - 19. julij 1234) je bil grof Holandski  od leta 1222 do 1234. Rodil se je v Haagu, sin Viljema I. Holandskega in njegove prve žene Adelajde Gelderske .
Floris je leta 1222 nasledil svojega očeta kot grof Holandije in Zeelanda. Njegov regent je bil Baldwin (Boudewijn) iz Bentheima. Leta 1223 je podelil mestne pravice Domburgu, kot jih je njegov oče že leta 1217 podelil Middelburgu. Pridobil je deželo Altena, ko se je leta 1230 gospodar Altene Dirk razglasil za vazala grofa Florisa. Nenehno se je prepiral z utrechtskim škofom Otonom II. iz Lippeja, vendar mu je leta 1227 pomagal proti kmetom v Drentheju. Floris se je leta 1234 boril v križarski vojni proti Stedingerjem severno od Bremna.
19. julija 1234 je bil ubit na turnirju v Pikardiji, Corbieju v Franciji . Pokopan je bil v opatiji Rijnsburg.

## Družina
Floris se je pred 6. decembrom 1224 poročil s svojo pastorko Matildo, hčerko vojvode Henrika I. Brabantskega, vdovo cesarja Otona IV. († 1218).
Imela sta naslednje otroke:
1. Viljem II. Holandski  (* 1228; † 28. Januar 1256), grof Holandski , poročen z Elizabeto Brunswick-Luneburško; starša Florisa V. grofa Holandskega
2. Floris (fogt) (ok. 1228 – 1258), regent Holandije v letih 1256–1258.
3. Adelajda Holandska (ok. 1230 – 1284), regentka Holandije v letih 1258–1263 poročena z Janom I. iz Avennesa, grofom Hainautskim .
4. Margareta Holandska (um. 1277), poročena z grofom Hermanom I. iz Henneberg-Coburga
5. Machteld